# Wyszeńky (rejon krzemieńczucki)
Wyszeńky (ukr. Вишеньки) – wieś na Ukrainie, w obwodzie połtawskim, w rejonie krzemieńczuckim, w hromadzie Hradyźk. W 2001 liczyła 14 mieszkańców.